# Intel Extreme Masters Season XII – Oakland
Die Intel Extreme Masters XII – Oakland (kurz: IEM XII – Oakland) war eine E-Sport-Veranstaltung, welche vom 14. bis zum 19. November 2017 in den kalifornischen Städten Burbank und Oakland stattfand. Es wurde jeweils ein Turnier in den Disziplinen Counter-Strike: Global Offensive und PlayerUnknown’s Battlegrounds ausgetragen. 

## Counter-Strike: Global Offensive

### Teilnehmer
Am Turnier in Counter-Strike: Global Offensive nahmen zwölf Mannschaften teil, von denen neun eingeladen wurden. Sie wurden in zwei Gruppen à sechs Teams aufgeteilt:
| Gruppe A                                         | Gruppe B                                   |
| ------------------------------------------------ | ------------------------------------------ |
| Ninjas in Pyjamas (eingeladen, Titelverteidiger) | FaZe Clan (eingeladen)                     |
| Astralis (eingeladen)                            | G2 Esports (eingeladen)                    |
| Cloud 9 (eingeladen)                             | Gambit Gaming (eingeladen)                 |
| SK Gaming (eingeladen)                           | Renegades (eingeladen)                     |
| Team EnVyUs (Europäische Qualifikation)          | Team Liquid (eingeladen)                   |
| The MongolZ (Asiatische Qualifikation)           | OpTic Gaming (Amerikanische Qualifikation) |

Die Teams spielten in der Gruppenphase im Rundenturnier in Burbank gegeneinander. Für Siege ohne Verlängerung gab es drei Punkte, für Siege mit Verlängerung zwei Punkte, für Niederlagen mit Verlängerung gab es einen Punkt und für Niederlagen ohne Verlängerung gab es keinen Punkt für das jeweilige Team. Die Playoffs wurden im K.-o.-System ausgetragen. Während das Viertelfinale und das Halbfinale im Best-of-3-Modus veranstaltet wurde, brauchte es im Finale drei Mapsiege im Finale für den entscheidenden Turniergewinn. Das Halbfinale und das Finale wurden vor Publikum in Oakland ausgetragen. 

### Gruppe A
| Ninjas in Pyjamas | – | Astralis          | 16:11 |
| Team EnVyUs       | – | SK Gaming         | 20:22 |
| Ninjas in Pyjamas | – | SK Gaming         | 13:16 |
| Cloud 9           | – | The MongolZ       | 16:09 |
| Cloud 9           | – | Astralis          | 16:06 |
| Team EnVyUs       | – | The MongolZ       | 16:12 |
| SK Gaming         | – | The MongolZ       | 16:06 |
| Team EnVyUs       | – | Astralis          | 11:16 |
| SK Gaming         | – | Astralis          | 21:25 |
| Ninjas in Pyjamas | – | Cloud 9           | 16:04 |
| Team EnVyUs       | – | Cloud 9           | 16:08 |
| Ninjas in Pyjamas | – | The MongolZ       | 16:05 |
| Cloud 9           | – | SK Gaming         | 16:07 |
| Team EnVyUs       | – | Ninjas in Pyjamas | 11:16 |
| The MongolZ       | – | Astralis          | 06:16 |

| Rang                                                                   | Team                                                                   | Sp.                                                                    | S | OTS | OTN | N | Runden | Punkte |
| ---------------------------------------------------------------------- | ---------------------------------------------------------------------- | ---------------------------------------------------------------------- | --- | --- | --- | --- | --- | --- |
| 01.                                                                    | Ninjas in Pyjamas                                                      | 5                                                                      | 4 | 0 | 0 | 1 | 77:47 | 12 |
| 02.                                                                    | Cloud 9                                                                | 5                                                                      | 3 | 0 | 0 | 2 | 60:54 | 9 |
| 03.                                                                    | SK Gaming                                                              | 5                                                                      | 2 | 1 | 1 | 1 | 82:80 | 9 |
| 04.                                                                    | Astralis                                                               | 5                                                                      | 2 | 1 | 0 | 2 | 74:70 | 8 |
| 05.                                                                    | Team EnVyUs                                                            | 5                                                                      | 2 | 0 | 1 | 2 | 74:74 | 7 |
| 06.                                                                    | The MongolZ                                                            | 5                                                                      | 0 | 0 | 0 | 5 | 38:80 | 0 |
| Legende:  Qualifikation für das Halbfinale  Teilnahme am Viertelfinale | Legende:  Qualifikation für das Halbfinale  Teilnahme am Viertelfinale | Legende:  Qualifikation für das Halbfinale  Teilnahme am Viertelfinale | Abkürzungen: Sp = Spiele, S = Siege, OTS = Siege nach Verlängerung, OTN = Niederlagen nach Verlängerung, N = Niederlagen | Abkürzungen: Sp = Spiele, S = Siege, OTS = Siege nach Verlängerung, OTN = Niederlagen nach Verlängerung, N = Niederlagen | Abkürzungen: Sp = Spiele, S = Siege, OTS = Siege nach Verlängerung, OTN = Niederlagen nach Verlängerung, N = Niederlagen | Abkürzungen: Sp = Spiele, S = Siege, OTS = Siege nach Verlängerung, OTN = Niederlagen nach Verlängerung, N = Niederlagen | Abkürzungen: Sp = Spiele, S = Siege, OTS = Siege nach Verlängerung, OTN = Niederlagen nach Verlängerung, N = Niederlagen | Abkürzungen: Sp = Spiele, S = Siege, OTS = Siege nach Verlängerung, OTN = Niederlagen nach Verlängerung, N = Niederlagen |

### Gruppe B
| G2 Esports   | – | FaZe Clan     | 14:16 |
| OpTic Gaming | – | Gambit Gaming | 16:07 |
| OpTic Gaming | – | FaZe Clan     | 03:16 |
| Team Liquid  | – | Renegades     | 19:17 |
| Team Liquid  | – | Gambit Gaming | 19:16 |
| G2 Esports   | – | Renegades     | 09:16 |
| FaZe Clan    | – | Renegades     | 16:13 |
| G2 Esports   | – | Gambit Gaming | 22:19 |
| FaZe Clan    | – | Gambit Gaming | 03:16 |
| OpTic Gaming | – | Team Liquid   | 16:10 |
| G2 Esports   | – | Team Liquid   | 16:09 |
| OpTic Gaming | – | Renegades     | 06:16 |
| Team Liquid  | – | FaZe Clan     | 05:16 |
| G2 Esports   | – | OpTic Gaming  | 14:16 |
| Renegades    | – | Gambit Gaming | 09:16 |

| Rang                                                                   | Team                                                                   | Sp.                                                                    | S | OTS | OTN | N | Runden | Punkte |
| ---------------------------------------------------------------------- | ---------------------------------------------------------------------- | ---------------------------------------------------------------------- | --- | --- | --- | --- | --- | --- |
| 01.                                                                    | FaZe Clan                                                              | 5                                                                      | 4 | 0 | 0 | 1 | 67:51 | 12 |
| 02.                                                                    | OpTic Gaming                                                           | 5                                                                      | 3 | 0 | 0 | 2 | 57:63 | 9 |
| 03.                                                                    | Gambit Gaming                                                          | 5                                                                      | 2 | 0 | 2 | 1 | 74:69 | 8 |
| 04.                                                                    | Renegades                                                              | 5                                                                      | 2 | 0 | 1 | 2 | 71:66 | 7 |
| 05.                                                                    | G2 Esports                                                             | 5                                                                      | 1 | 1 | 0 | 3 | 65:76 | 5 |
| 06.                                                                    | Team Liquid                                                            | 5                                                                      | 0 | 2 | 0 | 3 | 62:81 | 4 |
| Legende:  Qualifikation für das Halbfinale  Teilnahme am Viertelfinale | Legende:  Qualifikation für das Halbfinale  Teilnahme am Viertelfinale | Legende:  Qualifikation für das Halbfinale  Teilnahme am Viertelfinale | Abkürzungen: Sp = Spiele, S = Siege, OTS = Siege nach Verlängerung, OTN = Niederlagen nach Verlängerung, N = Niederlagen | Abkürzungen: Sp = Spiele, S = Siege, OTS = Siege nach Verlängerung, OTN = Niederlagen nach Verlängerung, N = Niederlagen | Abkürzungen: Sp = Spiele, S = Siege, OTS = Siege nach Verlängerung, OTN = Niederlagen nach Verlängerung, N = Niederlagen | Abkürzungen: Sp = Spiele, S = Siege, OTS = Siege nach Verlängerung, OTN = Niederlagen nach Verlängerung, N = Niederlagen | Abkürzungen: Sp = Spiele, S = Siege, OTS = Siege nach Verlängerung, OTN = Niederlagen nach Verlängerung, N = Niederlagen | Abkürzungen: Sp = Spiele, S = Siege, OTS = Siege nach Verlängerung, OTN = Niederlagen nach Verlängerung, N = Niederlagen |

### Playoffs
|  | Viertelfinale      | Viertelfinale | Viertelfinale | Viertelfinale | Viertelfinale |  |  | Halbfinale         | Halbfinale        | Halbfinale | Halbfinale | Halbfinale |          |                   | Finale    | Finale | Finale | Finale | Finale | Finale | Finale |
|  |                    |               |               |               |               |  |  |                    |                   |            |            |            |          |                   |           |        |        |        |        |        |        |
|  |                    |               |               |               |               |  |  | Schweden           | Ninjas in Pyjamas | 16         | 8          | 16         |          |                   |           |        |        |        |        |        |        |
|  | Europaische Union  | OpTic Gaming  | 2             | 12            |               |  |  | Brasilien          | SK Gaming         | 9          | 16         | 11         |          |                   |           |        |        |        |        |        |        |
|  | Brasilien          | SK Gaming     | 16            | 16            |               |  |  |                    |                   |            |            |            | Schweden | Ninjas in Pyjamas | 16        | 7      | 16     | 6      | 16     |        |        |
|  |                    |               |               |               |               |  |  |                    |                   |            |            |            |          | Europaische Union | FaZe Clan | 10     | 16     | 10     | 16     | 10     |        |
|  |                    |               |               |               |               |  |  | Europaische Union  | FaZe Clan         | 16         | 16         |            |          |                   |           |        |        |        |        |        |        |
|  | Vereinigte Staaten | Cloud 9       | 16            | 16            | 16            |  |  | Vereinigte Staaten | Cloud 9           | 8          | 6          |            |          |                   |           |        |        |        |        |        |        |
|  | Kasachstan         | Gambit Gaming | 19            | 11            | 11            |  |  |                    |                   |            |            |            |          |                   |           |        |        |        |        |        |        |

### Preisgeldverteilung
Jedes Team erhielt ein Basispreisgeld und zusätzlich 1.000 US-Dollar für jeden Sieg in der Gruppenphase.
| Platz     | Clan              | Preisgeld (in US-Dollar) |
| --------- | ----------------- | ------------------------ |
| 1.        | Ninjas in Pyjamas | 129.000                  |
| 2.        | FaZe Clan         | 054.000                  |
| 3. – 4.   | Cloud 9           | 028.000                  |
| 3. – 4.   | SK Gaming         | 028.000                  |
| 5. – 6.   | OpTic Gaming      | 015.000                  |
| 5. – 6.   | Gambit Gaming     | 014.000                  |
| 7. – 8.   | Astralis          | 08.000                   |
| 7. – 8.   | Renegades         | 07.000                   |
| 9. – 10.  | G2 Esports        | 05.500                   |
| 9. – 10.  | Team EnVyUs       | 05.500                   |
| 11. – 12. | Team Liquid       | 04.000                   |
| 11. – 12. | The MongolZ       | 02.000                   |

## PlayerUnknown’s Battlegrounds
Im PlayerUnknown’s-Battlegrounds-Turnier bestritten 20 Teams mit jeweils vier Spielern insgesamt 8 Matches. Alle Spiele fanden in Oakland statt. Die Teams erhielten in jedem Match durch ihre Endplatzierung und durch Kills Punkte, welche am Ende zusammenaddiert wurden und so über die in folgender Tabelle dargestellte Endplatzierung entschieden.
Endstand nach 8 Spielen:
| Rang | Team                  | Punkte | Kills | Preisgeld in US-Dollar |
| ---- | --------------------- | ------ | ----- | ---------------------- |
| 01.  | against All authority | 1620   | 35    | 60.000                 |
| 02.  | Tempo Storm           | 1385   | 28    | 45.000                 |
| 03.  | Ghost Gaming          | 1375   | 31    | 30.000                 |
| 04.  | FaZe Clan             | 1355   | 39    | 20.000                 |
| 05.  | Digital Chaos         | 1300   | 35    | 15.000                 |
| 06.  | Team SoloMid          | 1285   | 31    | 12.000                 |
| 07.  | Method                | 1195   | 38    | 10.000                 |
| 08.  | Cloud 9               | 1195   | 31    | 08.000                 |
| 09.  | Noble                 | 1175   | 39    | -                      |
| 10.  | Team Liquid           | 1145   | 31    | -                      |
| 11.  | Ronin Esports         | 1055   | 24    | -                      |
| 12.  | Corn Shuckers         | 935    | 25    | -                      |
| 13.  | Luminosity Gaming     | 935    | 23    | -                      |
| 14.  | Crimson Esports       | 925    | 28    | -                      |
| 15.  | Wind and Rain         | 875    | 29    | -                      |
| 16.  | Ninjas in Pyjamas     | 845    | 17    | -                      |
| 17.  | Penta Sports          | 815    | 29    | -                      |
| 18.  | Alliance              | 815    | 21    | -                      |
| 19.  | Miami Flamingos       | 785    | 27    | -                      |
| 20.  | Evil Geniuses         | 685    | 10    | -                      |

## Fernsehübertragung
Der Fernsehsender ProSieben berichtete im deutschsprachigen Raum am 19. November 2017 ab 23:15 über das Turnier. Die Sendung wurde von 230.000 Zuschauern verfolgt. Dies entsprach einen Marktanteil von 3 %. Bei den 14- bis 49-Jährigen erreichte die Übertragung 6,2 % der Fernsehzuschauer.